# Liane Balaban
Pour les articles homonymes, voir Balaban.
Liane Balaban est une actrice et scénariste canadienne, née le 24 juin 1980 à Toronto (Canada).

## Filmographie

### Comme actrice
- 1999 : New Waterford Girl : Mooney Pottie
- 2000 : Saint Jude : Jude
- 2001 : Full : Meryl
- 2001 : After the Harvest (téléfilm) : Lind Archer
- 2001 : World Traveler, de Bart Freundlich : Meg
- 2002 : Happy Here and Now : Amelia
- 2002 : The Annual Crafts & Arts Contest : Neilburt
- 2002 : The Wisher : Mary
- 2004 : Seven Times Lucky : Fiona
- 2004 : Eternal : Lisa
- 2005 : Anniversary Present (téléfilm) : Sandra Dobbs
- 2005 : Leo : Ameilia
- 2005 : Burnt Toast (téléfilm) : Woman
- 2006 : Above and Beyond (série télévisée) : Shelagh Emberly
- 2008 : Un jour, peut-être (Definitely, Maybe), de Adam Brooks : Kelly
- 2008 : One Week, de Michael McGowan : Samantha Pierce
- 2009 : Last Chance for Love (Last Chance Harvey), de Joel Hopkins : Susan
- 2009 : The New Tenants (court métrage)
- 2010 : NCIS Los Angeles (saison 2 épisode 2)
- 2011 : Alphas : Anna
- 2012 : Supernatural (série télévisée) : Amélia
- 2012 : Maniac de Franck Khalfoun : Judy
- 2013 : Rouge Brésil de Sylvain Archambault (téléfilm) : Aude

### Comme scénariste
- 2002 : The Annual Crafts & Arts Contest